# Trevor Moore (Schauspieler)

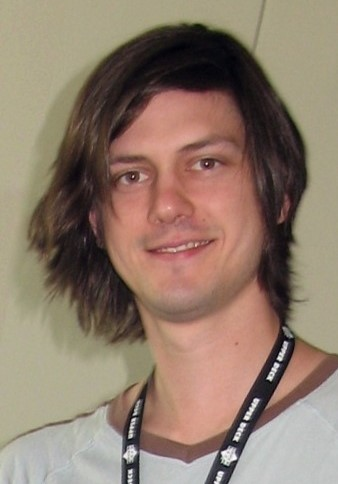
Trevor Moore (2007)

Trevor Paul Moore (* 4. April 1980 in Montclair, New Jersey; † 7. August 2021 in Los Angeles) war ein US-amerikanischer Schauspieler, Regisseur, Drehbuchautor und Comiczeichner.

## Leben
Trevor Moore wurde als Sohn von christlichen Rockmusikern im April 1980 in Montclair, New Jersey geboren und erfand schon zu seiner Schulzeit lustige Geschichten, die er in Form von Comics umsetzte. Er veröffentlichte als bislang jüngster Comiczeichner der Welt mit zwölf einen Comic mit dem Titel Scraps und zeichnete mit 16 für verschiedene Zeitungen seines Heimatstaates Virginia kleine Comicstrips. Später studierte er Kunst auf der School of Visual Arts zusammen mit seinen Freunden Sam Brown und Zach Cregger und gründete 2007 die Comedygruppe The Whitest Kids U’ Know, mit welcher er diverse Schauspiel- und Comedypreise gewann. 2009 schrieb und drehte er zusammen mit Zack Cregger die Komödie Miss March, seinen ersten abendfüllenden Kinofilm, in welchem er auch gleich eine der Hauptrollen spielte. Seit 2011 spielte er eine feste Rolle in der Serie Breaking In. 2010 heiratete Moore Aimee Carlson, eine Editorin, und bekam einen Sohn. 
Moore starb am 7. August 2021 in Los Angeles an den Folgen eines Unfalls.

## Filmografie (Auswahl)
- 2004–2006: Uncle Morty’s Dub Shack (Fernsehserie)
- 2007–2010: The Whitest Kids U’ Know (Fernsehserie)
- 2009: Miss March
- 2011: Breaking In (Fernsehserie, 7 Folgen)